# 홍민우
홍민우(1939년 9월 19일(1939년 음력 8월 18일) ~ )는 대한민국의 배우로 활동하였었던 연극연출가이다.

## 생애
경기도 양주에서 출생하여 지난날 한때 경기도 연천에서 잠시 유아기를 보낸 적이 있으며 훗날 서울에서 성장한 그는 1960년 연극배우 첫 데뷔하였으며 1963년 DBS 동아방송 라디오 공채 1기 성우로 데뷔하였다가, 1965년 MBC 문화방송 라디오 공채 2기 성우로 옮기면서 성우 분야에 정식 입문한 이후, 1971년 MBC 문화방송 TV 공채 4기 탤런트로 정식 데뷔하였다.
그는 MBC TV 드라마 《전원일기》에서 박 영감(박칠복) 역을 배역하여 유명세를 타기도 하였다. 그는 아울러 TV 드라마 《전원일기》 극중에서 김 영감(김봉필) 역의 정대홍·이 영감(이태호) 역의 정태섭 등과 함께 3영감(양촌리 최고 3대표 어르신) 역의 일원으로 특유의 텁텁한 노역으로써 인기를 얻었으며 극작가 겸 연극연출가(극단 빛누리 대표) 등으로도 활동한 그는 소위 공중파 방송 3사 TV 드라마에서 명품 단역 등으로 인기를 얻었으며 특히 1995년 자신이 연출을 맡은 정신대 비판 연극 《노을에 와서 노을에 지다》라는 작품에 김학순 여사를 특별출연하게끔 하여 화제가 되기도 하였다.

## 출연작

### 연극
- 《운현궁의 봄》

### TV 드라마
- MBC 《수사반장》
- MBC 《새엄마》
- MBC 《왜 그러지》
- MBC 《기도》
- MBC 《전원일기》 ... 박 영감(박칠복) 역
- MBC 《제1공화국》
- MBC 《조선왕조 오백년 - 추동궁 마마》
- MBC 《3840 유격대》
- MBC 《독도 수비대》
- MBC 《베스트셀러극장》
- MBC 《임진왜란》
- MBC 《남한산성》
- MBC 《인현왕후》
- MBC 《한중록》
- MBC 《제2공화국》
- MBC 《내친구 천사》
- MBC 《여명의 눈동자》
- SBS 《두려움 없는 사랑》
- MBC 《베스트극장》
- MBC 《아들과 딸》
- MBC 《우리들의 천국》
- MBC 《제3공화국》
- EBS 《언제나 푸른 마음》
- MBC 《연애의 기초》
- MBC 《제4공화국》
- KBS2 《며느리 삼국지》
- MBC 《자반 고등어》
- MBC 《시트콤 남자 셋 여자 셋》
- MBC 《세상 끝까지》
- MBC 《해바라기》
- MBC 《허준》
- MBC 《시트콤 뉴 논스톱》
- MBC 《네 자매 이야기》
- MBC 《상도》
- MBC 《내 이름은 공주》
- MBC 《리멤버》
- MBC 《대장금》
- MBC 《제5공화국》
- MBC 《궁》
- MBC 《진짜 진짜 좋아해》

## 연출작

### 연극 연출
- 《노을에 와서 노을에 지다》